# Červenica
Červenica (hongrois : Vörösvágás) est un village de Slovaquie situé dans la région de Prešov.

## Histoire
Première mention écrite du village en 1427.

## Démographie

### Évolution de la population
| Année:               | 1994. | 2004.    | 2014.    | 2024.    |
| -------------------- | ----- | -------- | -------- | -------- |
| Nombre de personnes: | 585   | 759      | 918      | 1099     |
| Différence:          |       | +29,74 % | +20,94 % | +19,71 % |

| Année:               | 2023. | 2024.   |
| -------------------- | ----- | ------- |
| Nombre de personnes: | 1093  | 1099    |
| Différence:          |       | +0,54 % |